# Mogotes
Mogotes – miasto w Kolumbii, w departamencie Santander.